# Centrale de Ramagundam
La centrale de Ramagundam est une centrale thermique alimentée au charbon située dans l'état de l'Andhra Pradesh en Inde.